# Баландинское сельское поселение
Бала́ндинское се́льское поселе́ние — муниципальное образование в Красноармейском районе Челябинской области Российской Федерации. В рамках административно-территориального устройства муниципальное образование соответствует административно-территориальной единице Баландинский сельсовет.
Административный центр — посёлок железнодорожной станции Баландино.

## История
Статус и границы сельского поселения установлены Законом Челябинской области от 9 июля 2004 года № 243-ЗО «О статусе и границах Красноармейского муниципального района и сельских поселений в его составе»

## Население
| 2002  | 2010  | 2011  | 2012  | 2013  | 2014  | 2015  |
| ----- | ----- | ----- | ----- | ----- | ----- | ----- |
| 1163  | ↗1316 | ↗1320 | ↗1378 | ↗1431 | ↗1432 | ↘1402 |
| 2016  | 2017  | 2018  | 2019  | 2020  | 2021  |       |
| ↗1413 | ↗1488 | ↘1483 | ↗1505 | ↗1597 | ↗2306 |       |

## Состав сельского поселения
| № | Населённый пункт | Тип населённого пункта                                  | Население |
| - | ---------------- | ------------------------------------------------------- | --------- |
| 1 | Баландино        | посёлок железнодорожной станции, административный центр | ↗583      |
| 2 | Береговой        | посёлок                                                 | ↗337      |
| 3 | Круглое          | деревня                                                 | ↗331      |
| 4 | Фёдоровка        | деревня                                                 | ↗65       |